# كريس هايوارد
كريس هايوارد (بالإنجليزية: Chris Hayward)‏ هو كاتب سيناريو أمريكي، ولد في 19 يونيو 1925 في بايون (نيوجيرسي) في الولايات المتحدة، وتوفي في 20 نوفمبر 2006 في بيفرلي هيلز في الولايات المتحدة بسبب سرطان.

## وصلات خارجية
- كريس هايوارد على موقع IMDb (الإنجليزية)
- كريس هايوارد على موقع قاعدة بيانات الفيلم (الإنجليزية)